# 壯體裸吻魚
壯體裸吻魚（學名：Psilorhynchus robustus）為輻鰭魚綱鯉形目裸吻魚科的一個種，分布於亞洲緬甸阿塔蘭河上游流域，體長可達6.8公分，棲息在沙石底質、水流快速的溪流，屬底棲性，生活習性不明。